# Люк Кейдж
Люк Кейдж (англ. Luke Cage), справжнє ім'я — Карл Лукас (англ. Carl Lucas), також відомий як Силач (англ. Power Man) — вигаданий персонаж коміксів американського видавництва Marvel. Уперше з'явився у Luke Cage, Hero For Hire #1 (червень 1972) за авторством Арчі Ґудвіна, Джорджа Таска, Роя Томаса і Джона Роміти-старшого. Він став першим темношкірим супергероєм, що отримав власну серію коміксів.
Брав участь в експерименті для повторення сироватки суперсолдатів, після чого він став невразливим до більшості видів зброї, крім адамантієвої. Через те, що Люк виріс на вулиці, то і його стиль поведінки й бою схожий на вуличну субкультуру. Кейдж зрозумів призначення своєї сили та став допомагати людям, часто повертаючи отримані в нагороду гроші.
Актор Майк Колтер зіграв Люка Кейджа в телесеріалах кіновсесвіту Marvel від Netflix, спершу з'явившись у першому сезоні «Джессіки Джонс» (2015), а потім у двох сезонах власного серіалу (2016-2018). Колтер повернувся до ролі Силача у мінісеріалі «Захисники» (2017) і третьому сезоні «Джессіки Джонс» (2019).
Голлівудський актор Ніколас Кейдж взяв свій псевдонім на честь цього героя коміксів.